# ザ・カワブン・ナゴヤ

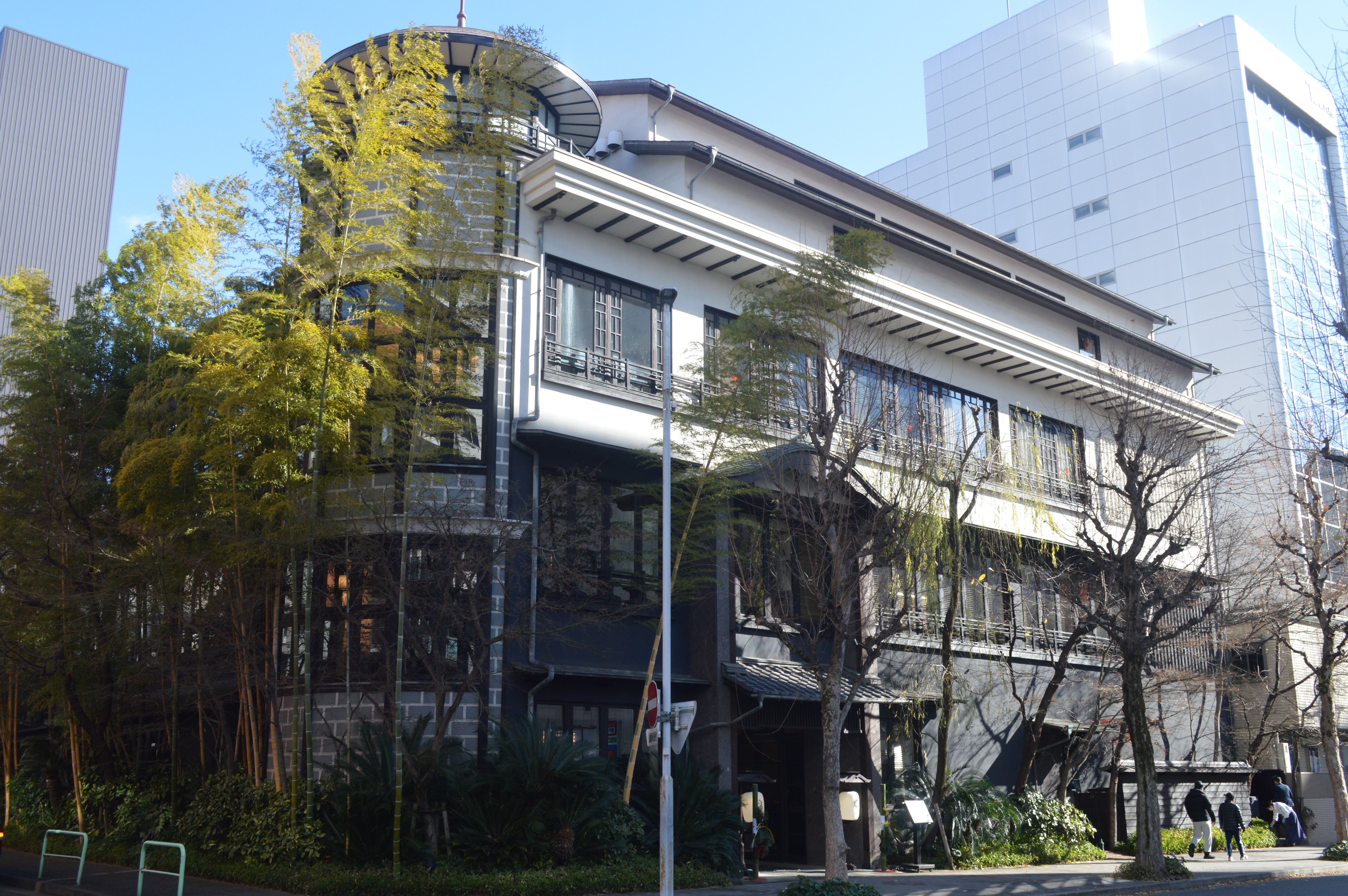
The Kawabun Nagoya

ザ・カワブン・ナゴヤ（THE KAWABUN NAGOYA）は、愛知県名古屋市中区丸の内にあるレストラン・結婚式場。2008年（平成20年）に開業した。運営会社はホテル・レストラン・ウェディング等の事業を行っている株式会社プラン ドゥ シー（株式会社Plan･Do･See、東京都千代田区）。

## 立地
名古屋最古の料亭である「河文」の大広間「那古野の間」があった座敷跡に所在する。「河文」は中日本唯一の迎賓館であり、伊藤博文や乃木希典などの歴史的要人たちも訪れている。敷地には樹齢約400年の大きなシイがあり、名古屋城築城の際に真南の目印として植えられた。

## 特色
館内に見受けられる欄間・瓦屋根・手水鉢などは、「那古野の間」の建材を引き継いでリノベーションしている。色鮮やかな金唐紙の工芸品や、登り鯉の彫刻など日本の技術や伝統を感じられる調度品だけでなく、城下町の移り変わりを感じられるアートなども飾られている。
敷地内にある挙式会場にて、「キリスト教式」「洋装人前式」「和装人前式」からそれぞれのスタイルに合わせて選べ、徒歩圏内にある那古野神社、護国神社での神前式も可能である。
一方、パーティルーム（バンケット、披露宴会場）は「ザ ダイニング ルーム」「ザ ボール ルーム」「ザ オリエンタル ルーム」「ザ グレース ルーム」といった4つの中から選択することができる。

## 交通アクセス
- JR・名鉄・近鉄名古屋駅から徒歩約10分
- 名古屋市営地下鉄桜通線・鶴舞線丸の内駅から徒歩約5分